# Institut Catholique d'Arts et Métiers
Fundada em 1898, a Institut catholique d'arts et métiers (ou ICAM) é uma escola de engenharia, instituição de ensino superior público localizada na cidade do Lille, Sénart, Nantes, Vannes, La Roche-sur-Yon, Toulouse, França.
A ICAM está entre as mais prestigiadas grandes écoles de 
Engenharia da França, assim como todas as escolas do grupo Toulouse Tech.
Campus da ICAM situa-se no pólo universitário da Université Fédérale Toulouse Midi-Pyrénées.